# Kagari Yamada
Kagari Yamada (山田 かがり?, Yamada Kagari; Suzuka, 4 giugno 1972) è un'ex cestista e allenatrice di pallacanestro giapponese.

## Carriera
Con il Giappone ha disputato i Giochi olimpici di Atlanta 1996 e due edizioni dei Campionati del mondo (1990, 1994).